# Peter Leyman
Peter M.A.M. Leyman, né le 12 mai 1962 à Gand est un homme politique belge flamand, membre du CD&V.
Il est licencié en sciences économiques avec licence spéciale MBA et sciences financières; Certificié de la Darden School of Business; Chef d'entreprise ; ancien administrateur délégué de Volvo Cars SA ; ancien conseiller à la Cour du Travail ; Administrateur-délégué de la Voka ; officier de réserve. 

## Fonctions politiques
- Député fédéral du 10 juin 2007 au 16 janvier 2008.